# برنار کازنو
برنار کازنو (فرانسوی: Bernard Cazeneuve‎؛ زادهٔ ۲ ژوئن ۱۹۶۳) سیاست‌مدار فرانسوی از حزب سوسیالیست است. وی در ۶ دسامبر ۲۰۱۶ و پس از استعفای مانوئل والس نخست‌وزیر فرانسه شد.